# Orinentomon sinensis
Orinentomon sinensis är en urinsektsart som beskrevs av Yin och Xie 1993. Orinentomon sinensis ingår i släktet Orinentomon och familjen lönntrevfotingar. Inga underarter finns listade i Catalogue of Life.